# Campo del Sole

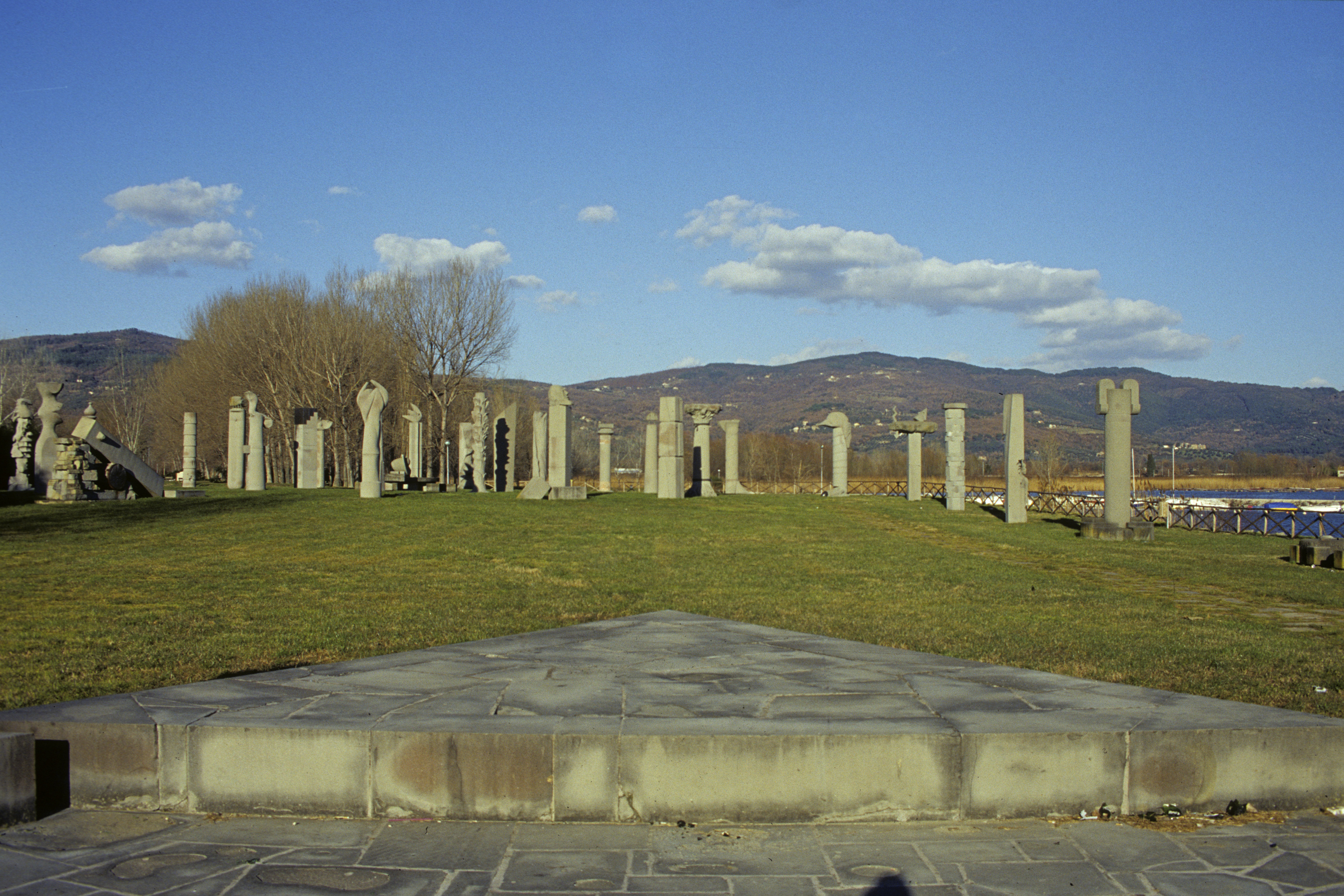
Il Campo del Sole

Campo del Sole è un parco delle sculture a cielo aperto nella località  Navaccia del comune di Tuoro sul Trasimeno sul lato nord del Lago Trasimeno.

## Descrizione

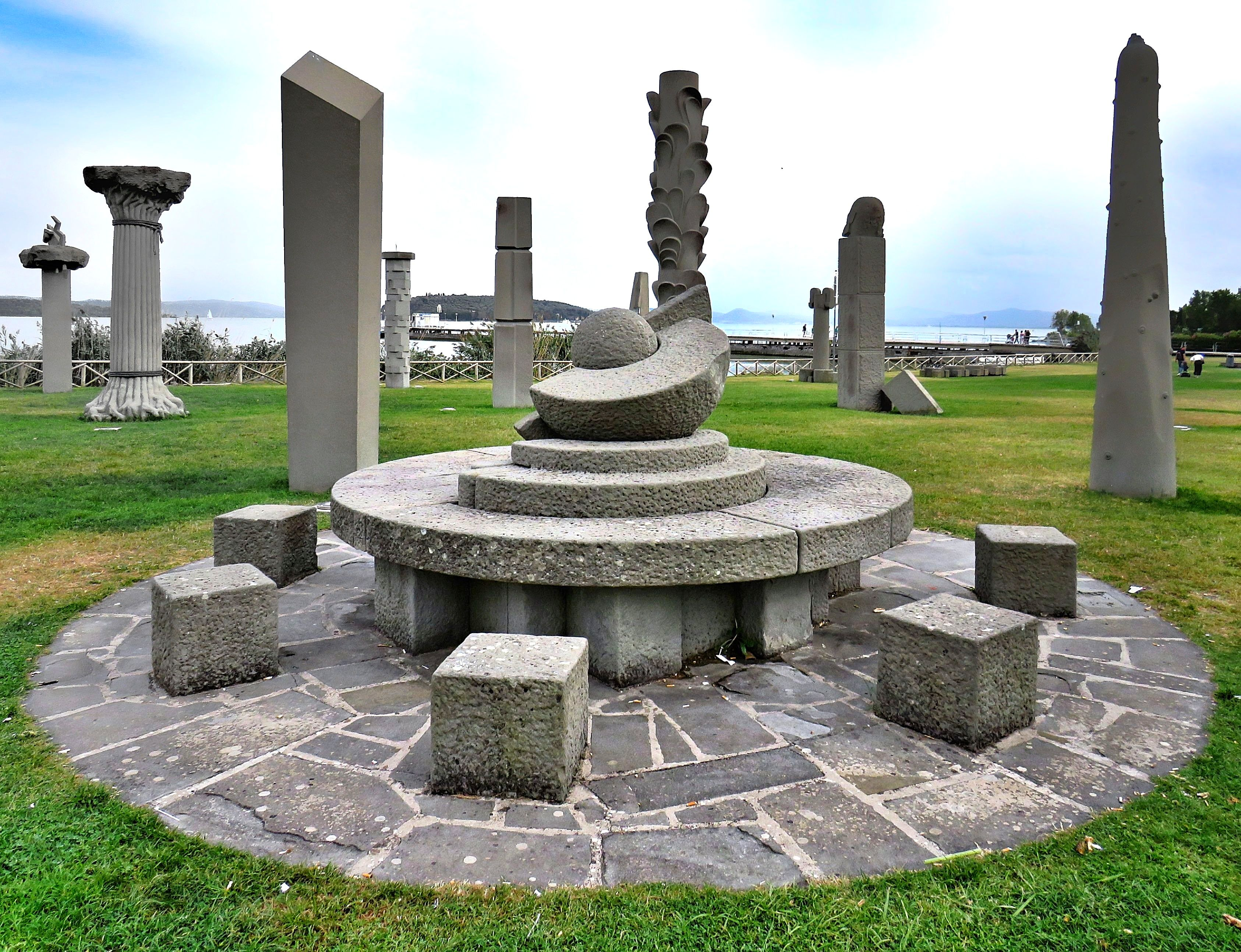
Tavola-desco di Pietro Cascella

Tra il 1985 e il 1989 ventisette scultori hanno creato altrettante colonne-sculture utilizzando la locale Pietra serena. Le colonne sono alte circa 4,50 metri con diametro di circa un metro. Le colonne vennero sistemate a forma di spirale con diametro di 44 metri accompagnate da altre sculture. Il progetto è stato creato dagli scultori Mauro Berrettini, Pietro Cascella e Cordelia von den Steinen. e curatore ne è stato lo storico dell'arte e critico d'arte italiano Enrico Crispolti. Le opere all'ingresso del parco sono di Kuo-Wei Tu.
Il nome del parco, Campo del Sole, si riferisce sia alla centralità della rotonda Tavola di Cascella e del suo globo centrale, sia alla disposizione a spirale del complesso che richiama un antichissimo simbolo solare.

## Scultori

### 1985

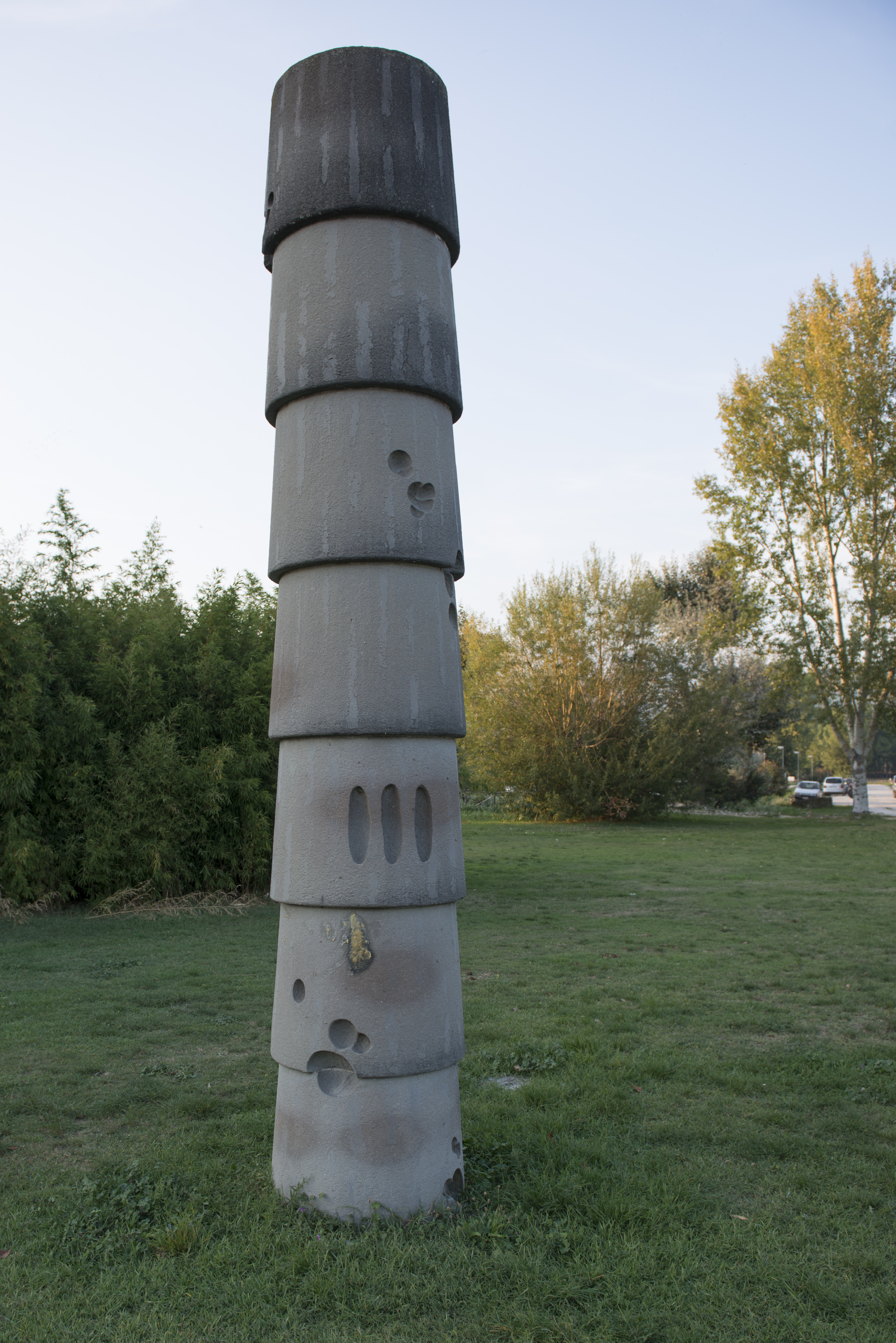
Colonna di Kengiro Azuma

- Kengiro Azuma
- Iginio Balderi
- Mauro Berrettini
- Rinaldo Bigi
- Pietro Cascella
- Adolfo Innocenti
- Mauro Staccioli
- Joe Tilson
- Cordelia von den Steinen

### 1986

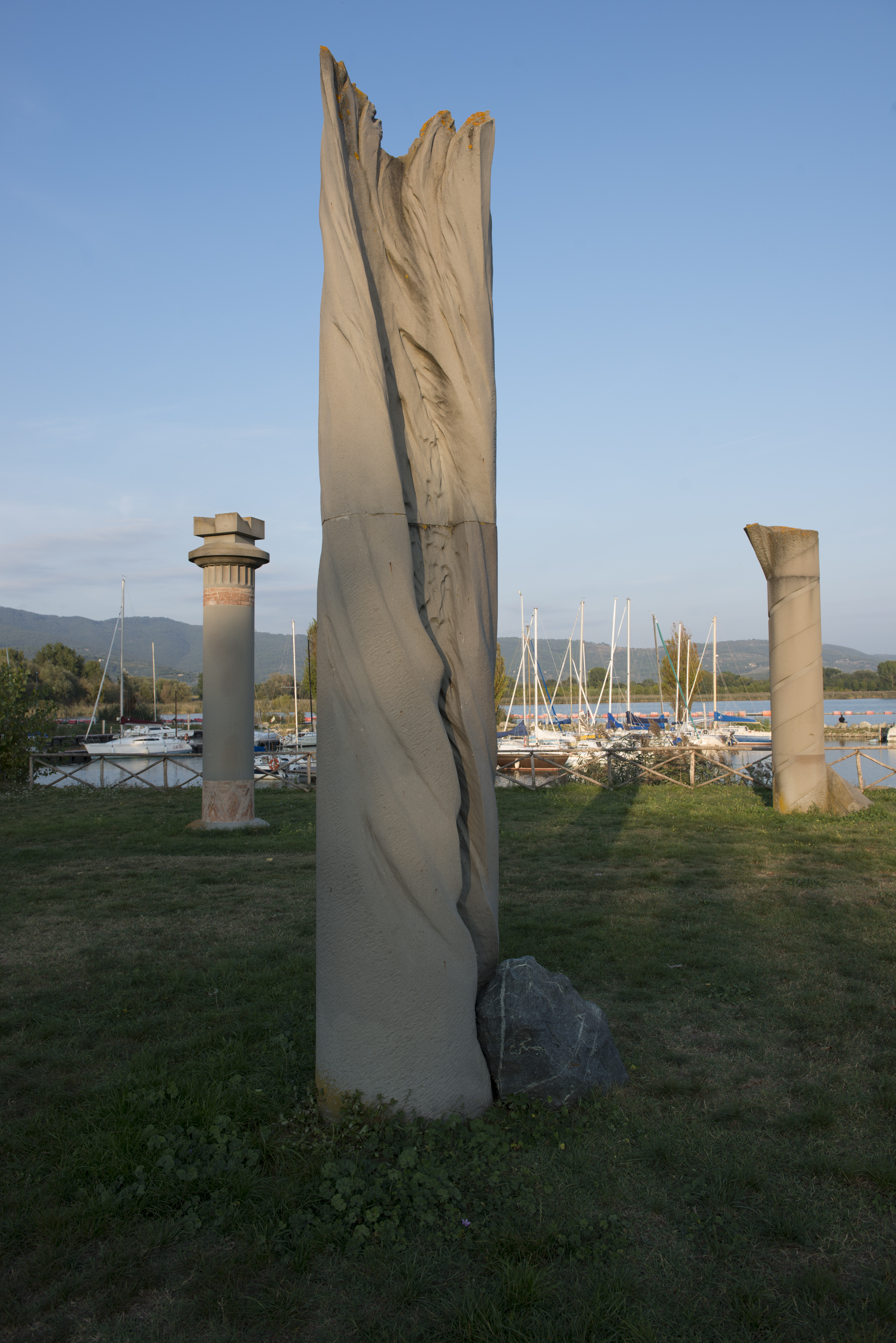
Colonna di Volker Friedrich Marten

- Anselmo Giardini
- Pasquale Liberatore
- Luigi Mainolfi
- Volker Friedrich Marten
- Costantino Nivola
- Yoshin Ogata
- Joaquín Roca–Rey
- Francesco Somaini
- Alí Traoré

### 1988–1989

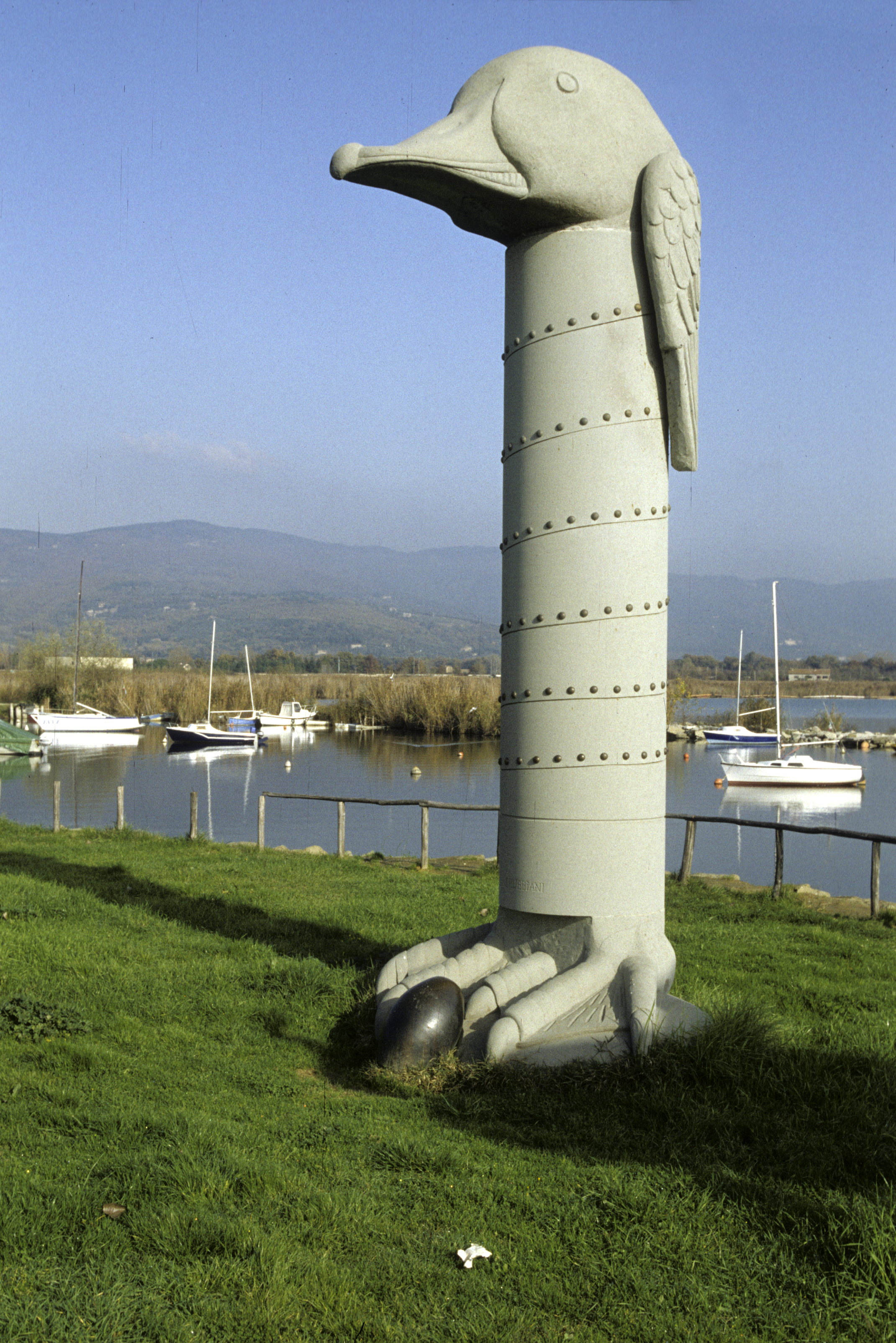
Colonna Valeriano Trubbiani

- Nicola Carrino
- Aurelio De Felice
- Leo Lionni
- Idetoshi Nagasawa
- Annibale Oste
- Giò Pomodoro
- Jørgen Haugen Sørensen
- François Stahly
- Valeriano Trubbiani
- Kuo-Wei Tu